# Abu ʿUbayd al-Bakri
Abū ʿUbayd ʿAbd Allāh ibn ʿAbd al-ʿAzīz ibn Muḥammad al-Bakrī (Huelva, 1014 – Cordova, 1094) è stato un geografo e storico arabo.
Figlio dell'Emiro della ta'ifa di Huelva e dell'Isola di Saltés, Abū ʿUbayd ʿAbd Allāh al-Bakrī (in arabo أبو عبيد عبد الله البكري‎?), fu un geografo e storico di al-Andalus.

## Biografia
Al-Bakrī passò la maggior parte della sua vita a Cordova e fu l'autore di un dizionario geografico, il Dizionario di ciò che non si conosce dei nomi dei paesi e delle località (in arabo معجم ما استُعجِم من أسماء البلاد والمواضع‎?, Muʿjam mā staʿjam min asmāʾ al-bilād wa l-mawādiʿ), i cui lemmi, concernenti soprattutto l'Arabia, sono classificati in ordine alfabetico. Scrisse inoltre una Descrizione geografica del mondo conosciuto, una sorta di compilazione di cui sopravvivono frammenti, soprattutto le parti che descrivono il Nordafrica e il Sudan.
Al-Bakrī descrisse anche, nelle sue opere, l'Europa e la penisola Arabica che egli non aveva mai visitato. La sua opera maggiore rimane il Kitāb al-Masālik wa al-Mamālik (Libro delle strade e dei Reami), che, secondo la tradizione scientifica proposta da Ibn Khordādbeh (o Khurradādbeh), fu redatto nel 1068. L'opera è basata sui resoconti di viaggio dei mercanti e dei marinai del passato o suoi contemporanei, tra cui Yūsuf al-Warrāq e Ibrāhīm b. Yaʿqūb. Il suo lavoro è contraddistinto da una relativa obiettività e dalla sua peculiare metodologia espositiva, con cui egli descrive ogni paese, il suo popolo, i suoi costumi, il suo clima e le sue città principali, citando un gran numero di aneddoti.
Una gran parte dei suoi scritti non ci è tuttavia pervenuta.
Al-Bakri è anche il nome di un cratere lunare, così chiamato in suo onore.

### Fonti primarie
- Abū ʻUbayd ʻAbd Allāh ibn ʻAbd al-ʻAzīz al-Bakrī, al-Masālik wa al-mamālik, ediz. araba di Jamal Tulba, Beirut, prima del 2003.
- Abū ʻUbayd ʻAbd Allāh ibn ʻAbd al-ʻAzīz al-Bakrī, Kitāb al-tanbīh ʻalà awham Abī ʿAlī fī Amalīh,  ed. araba del Markaz Taḥqīq al-Turāth, Il Cairo, 2000.
- Al-Bakrî, Kitāb al-masālik wa l-mamālik [Le livre des routes et des royaumes], edizione critica in arabo di Adrian van Leeuwen e André Ferré, Carthage, 1992, 2 voll. ISBN 9973101073, ISBN 9973-10109-X e ISBN 9973-10110-3; rist. Beirut, prima del 1995.
- Abū ʻUbayd ʻAbd Allāh ibn ʻAbd al-ʻAzīz al-Bakrī, al-Maghrib fī dhikr bilād Ifrīqiya wa al-Maghrib: wa huwa juzʼ min Kitāb al-masālik wa al-mamālik, Baghdad, c. 1968.
- El-Bekri, Description de l'Afrique septentrionale [estratto della Description géographique du monde connu], ediz. e trad. in francese di William Mac Guckin de Slane, Algeri, 1858-1859 (Journal asiatique, 12-14) ; nuova ed. Parigi, 1913 (online); rist. Paris, 1965; rist. Frankfurt am Main, 1993 (Publications of the Institute for the History of Arabic-Islamic Science. Islamic geography, pp. 134–135).
- Al-Bakrî, Das geographische Wörterbuch = Kitab al-Muʿdjam ma staʿdjam [Dictionnaire des mots indécis], ed e trad. in tedesco di Ferdinand Wüstenfeld, Göttingen, 1876-1877, 2 voll.; rist. Frankfurt am Main, 1994 (Islamic géography, 206-207).

### Fonti secondarie
- André Miquel, Bakri al- (1040-1094), in: Encyclopædia Universalis, Parigi.
- Nafis Ahmad, Muslim Contribution to Geography, Lahore, 1972 1ª ed. 1947.
- Évariste Lévi-Provençal, La péninsule Ibérique au Moyen Âge, Leiden, 1938.
- Isma'il Abulfeda (Ismâ'il Imâd al-Dîn al-Ayyûbî Abu 'l-Fida) (1273-1331), Géographie d'Aboulféda, a cura di Joseph Toussaint Reinaud, Parigi, 1848-1883.